# Distrito Escolar Unificado de San Diego
Distrito Escolar Unificado de San Diego (en inglés: San Diego Unified School District), también conocido como San Diego City Schools, es el distrito escolar de la ciudad de San Diego, California. El distrito fue fundado en 1854. Al 2005 representa alrededor de 200 instituciones y más de 15,800 empleados. 
El distrito incluye a 113 escuelas primarias, 23 escuelas intermedias (middle schools), 4 escuelas atípicas, 10 escuelas alternativas, 27 escuelas preparatorias (high schools) y 25 escuelas chárter.[cita requerida]